# Hämatoporphyrin
Hämatoporphyrin, auch Haematoporphyrin geschrieben, entsteht bei der sauren Hydrolyse des Hämoglobins. Hierbei werden die Proteinketten abgespalten sowie das Eisen(II)-ion entfernt. Außerdem werden die beiden Vinylgruppen hydratisiert, Hämatoporphyrin ist somit ein eisenfreies Häm.

## Eigenschaften
Hämatoporphyrin unterscheidet sich von Protoporphyrin IX dadurch, dass die beiden Vinyl-Gruppen infolge Anlagerung von Wasser in Hydroxyethyl-Reste übergegangen sind. Da die Hydratisierung nicht stereospezifisch erfolgt, besteht Hämatoporphyrin aus vier Stereoisomeren.

## Verwendung
- Nachweis von Blut im Stuhl (Hämatoporphyrin-Test, Guajak-Test)
- Photosensibilierung von Tumoren (Photodynamische Therapie – PDT)
- Antidepressivum, etwa im als „physiologisches Stimulans“ beworbenen Hämatoporphyrin-Derivat Pyrocal[4] seit den 1920er Jahren